# Операция «Манна» (1944)
Операция «Манна» (англ. Operation Manna) — кодовое название военно-политической операции, проведенной британской армией на территории Греции в конце Второй мировой войны, в середине октября 1944 года. Операция не была продиктована необходимостью военных действий против вермахта, поскольку немецкая армия, под угрозой перекрытия путей её отступления советской армией, вступившей на территорию Болгарии, уже в сентябре начала отвод своих войск из Греции, ведя арьергардные бои с соединениями Народно-освободительной армии Греции (ЭЛАС).
Согласно историку Т. Герозисису (Τριαντάφυλος Γεροζήσης), «акция переброски британских войск с действующего итальянского фронта в свободную союзную страну, даже при согласии её правительства, выглядела как минимум странной, был найден предлог, что британские силы предназначались для раздачи гуманитарной помощи греческому населению»:730. По этой причине операция получила библейское имя «Манна».

В наше время, более откровенно, «Исторический листок» Би-би-си заявил, что операция «Манна» была направлена на предотвращение захвата власти в Греции коммунистическими ЭАМ/ЭЛАС, после ухода немцев: 
Operation Manna was sent to prevent the Communist EAM/ELAS from seizing power in Greece after the German withdrawal.
 П. Дзанетакос (Πιέρρος Ι. Τζανετάκος) считает, что несмотря на достигнутое на Московской конференции 9 октября 1944 года Соглашение о процентах влияния в странах юго-восточной Европы, в котором, согласно У. Черчиллю, Греция была практически обозначена британской зоной влияния. Черчилль не доверял Сталину и, к тому же, был уверен, что Коммунистическая партия Греции попытается взять власть силой оружия. Черчилль подготовил военный план конфронтации с руководимой коммунистами ЭЛАС, первым актом которой стала операция «Манна».

Кристофер Вудхауз (Christopher M. Woodhouse), возглавлявший в годы войны британскую военную миссию при греческих партизанах, в своей книге «Борьба за Грецию, 1941—1949» (The Struggle for Greece, 1941-1949) удостоил операции всего лишь одну фразу: 
Состав сил генерала Скоби был основан на предположении мирного освобождения (Греции). Её кодовое название, Операция «Манна», говорит (подразумевает) о многом. Оригинальный текст (англ.)The composition of General Scobie’s force was based on the assumption of a peaceful liberation: its code-name, Operation Manna, implied as much.
 Через месяц, в декабре 1944 года, первоначальные британские силы в 8 тысяч человек были доведены до 50 тысяч, и развернули широкомасштабные военные действия против ЭЛАС.
Гуманитарная помощь в рамках «Манны» носила символический характер и нет никаких серьёзных данных о её объёме. Действительная гуманитарная помощь была оказана несколько позже организацией UNRA, основным донором которой были США. Прибыв в Грецию также в середине октября, представители UNRA, после завершения декабрьских боёв, сумели развернуть с 1 апреля 1945 года программу гуманитарной помощи, которая до мая 1947 года достигла суммы от 234 до 347 млн долларов, по разным источникам.

## Предыстория

### Последние месяцы войны
В сентябре 1944 начался вывод германских войск с территории Греции. При этом, везде, где это было возможно, части ЭЛАС, которые контролировали 30 % территории Греции, наносили удары по отступающим немецким войскам. Однако, как пишет историк Т. Герозисис, существовало как минимум «странное» явление. Немецкая армия покидала Грецию, но британские авиация и флот, господствовавшие в воздухе и на море, не оказывали немцам никакого сопротивления. Герозисис пишет об уникальном «соглашении» британцев и немцев в ходе войны. Альберт Шпеер подтверждает, что летом 1944 года немцы и британцы пришли в Лиссабоне к не подписанному «Gentlemen’s Agreement»:237.

Британцы не должны были препятствовать эвакуации немцев. В свою очередь, немцы должны были передать им ряд греческих городов и позиций. «Немецкие транспорты с войсками с греческих островов прошли осенью 1944 года беспрепятственно под глазами британских воинских частей и подлодок в Эгейском и Средиземном морях».
Немецкие самолёты беспрепятственно вывезли с Крита 50 тысяч и с Родоса – 17 тысяч солдат. Это вызвало протесты советского командования. Британский генерал Рональд Скоби вёл переговоры о передаче ему греческих городов, чтобы предотвратить их занятие силами ЭЛАС. Сам Черчилль писал Идену 13 сентября: «в штабах широко распространён взгляд, что вскоре мы сойдёмся в бою с медведем и что сегодня мы в лучшем положении для этого, нежели мы были двумя месяцами раннее». Контакты некоторых британских офицеров с немцами были иногда настолько открытыми, что по требованию штаба ЭЛАС, англичане были вынуждены отозвать майора Мюллера из региона Восточная Македония и Фракия:738.

### Патры
Патры стали одним из немногих, если не единственным, городом Греции, где британцы оказали поддержку партизанам ЭЛАС в спасении инфраструктуры, в особенности порта, что объяснялось важностью этих «западных ворот» страны для дальнейших британских планов. Ещё до поездки Черчилля в Москву и до организации операции «Манна» группа британской Особой лодочной службы высадилась в прибрежной взлётно-посадочной полосе Араксос, недалеко от Патр.
Хотя немецкие войска готовились оставить Патры, 2-4 октября части VIII бригады ЭЛАС (850 бойцов) предприняли атаку на город с целью помешать немцам разрушить порт и другие объекты. Атака греческих партизан была поддержана 200 британскими солдатами, однако генштаб ЭЛАС в своём рапорте от 5 октября упоминает лишь артиллерийскую поддержку англичан:421.
В бою за освобождение города погибли 2 партизана ЭЛАС и 29 безоружных жителей. Среди англичан не было ни одного убитого.

### Освобождение
Немцы ушли из Афин 12 октября 1944 года. Следуя букве Казертского соглашения, регулярные части ЭЛАС не вступили в Афины. Но ещё в годы оккупации в городе действовали легко вооружённые отряды, объединённые в 1-й корпус ЭЛАС:742 взявшие город под свой контроль и с боями спасшие множество городских объектов, включая электростанции, от их разрушения уходящими немцами. В особенности историография отмечает бой городских отрядов ЭЛАС под командованием Н. Кепесиса за спасение электростанции Св. Георгия в Пирее, в котором было уничтожено до 100 солдат вермахта:431:432. В 9 утра городские отряды ЭЛАС вошли в центр города и сняли оставшуюся гитлеровскую символику с Афинского Акрополя. 13 октября части ЭЛАС с боем заняли аэродромы в расположенных в 30 км от Афин городах Элефсис и Татой и, перекрыв путь к отступлению на север двум немецким колоннам в 1000 и 500 немецких солдат, убили 245 из них и взяли в плен 42}:432.

## Ход операции

### Первый этап — ввод британских войск

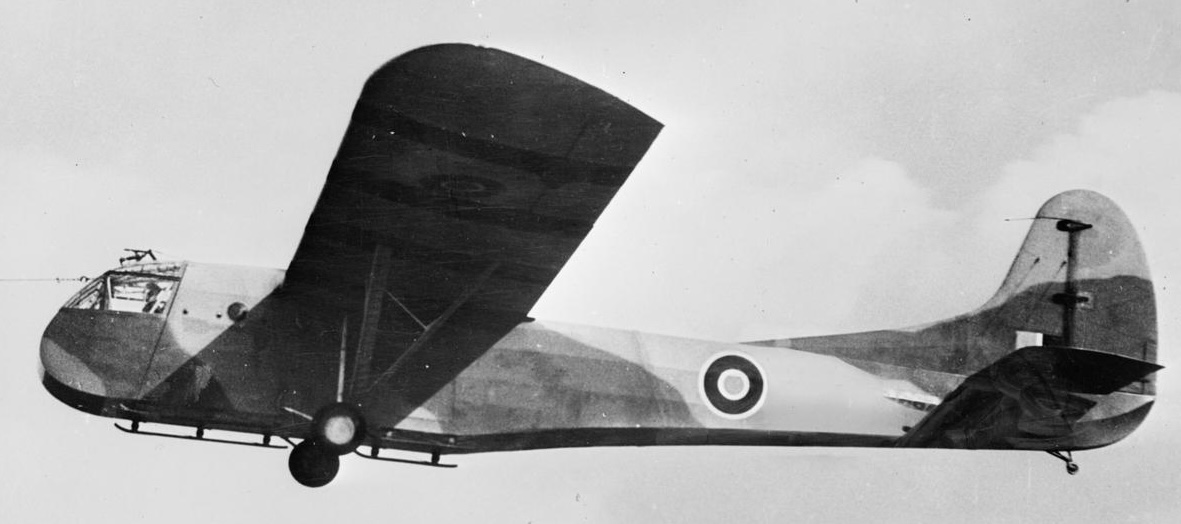
Британский планер Waco Hadrian

12 октября, в день, когда немцы оставили Афины и городские отряды ЭЛАС начали занимать центр города, 4-й батальон 2-й британской воздушно-десантной бригады был выброшен на парашютах на взлётно-посадочную полосу в Мегара в 50 км к западу от Афин. План операции предусматривал посадку 26 британских планеров Waco CG-4 (в британской армии именовались Hadrian), буксируемых американскими «Дакотами». Задачей полка пилотов планеров (Glider Pilot Regiment) было доставить тяжёлое оборудование в поддержку 2-й воздушно-десантной бригады. Доставка бульдозеров имела первоочередную важность, так как полоса была заминирована, а также острой необходимости в работах по выравниванию посадочной полосы. С риском для пилотов, на следующий день, 13 октября, приземлились 6 планеров, доставивших бульдозеры весом в 2 тонны, что на полтонны превышало максимально допустимый вес груза для этих планеров.
Плохие погодные условия вынудили отказаться от дальнейшей высадки парашютистов до 14 октября, когда приземлился 6-й валлийский батальон. В тот же день 4-й и 6-й батальоны на джипах отправились в Афины. В тот же день британские парашютисты прибыли на аэродром в Татой, информировав партизан ЭЛАС, контролировавших аэродром с ночи с 12 на 13 октября, что они прибыли для раздачи продовольствия населению. 13 октября Би-би-си совершило «ошибку», сообщив, что Афины были освобождены силами ЭЛАС. Это вызвало недовольство Черчилля, который готовился к столкновению с ЭЛАС и, ещё находящегося вне Греции премьер-министра Георгиоса Папандреу, потребовавшего от Форин-офиса исправить ошибку. «Ошибку» исправил английский главнокомандующий Генри Уилсон, доложивший Черчиллю, что Афины были освобождены с 13 на 14 октября британскими частями и греческим «Священным отрядом». Сегодня освобождение города отмечается 12 октября, когда он и был освобождён частями ЭЛАС, а не согласно фантазиям британского генерала:747.
16 октября приземлились 5-й шотландский батальон парашютистов и остальные планеры бригады, доставившие противотанковые орудия и джипы для их  транспортировки. В последующие дни бригада парашютистов была усилена 23-й бронетанковой бригадой. Историк Георгиос Коккалис в предисловии к своей книге «Операция "Манна"» пишет, что это была военная операция возвращения эмиграционного правительства и британцев. Операция была поддержана 70 транспортными самолётами 51 транспортного крыла (51st Troop Carrier Wing) ВВС США (USAAF) чей воздушный флот, согласно выражению Коккалиса, был необходим для осуществления «политики канонерок». Коккалис пишет, что операция «Манна» была логическим следствием Казертского соглашения, где руководство ЭЛАС и КПГ необдуманно согласилось подчинить все партизанские силы «военному штабу, оставшемуся без работы» (Ближневосточный штаб союзников). Он же пишет, что отправка «красных беретов» была прикрыта программой гуманитарной помощи населению, «поспешной выдумки и неэффективной». Коккалис пишет, что впервые в полу-независимой политической истории греческого государства, возвращение страны в режим зависимости будет произведен ВВС Великобритании.

### Второй этап — перерастание гуманитарной операции в военное столкновение

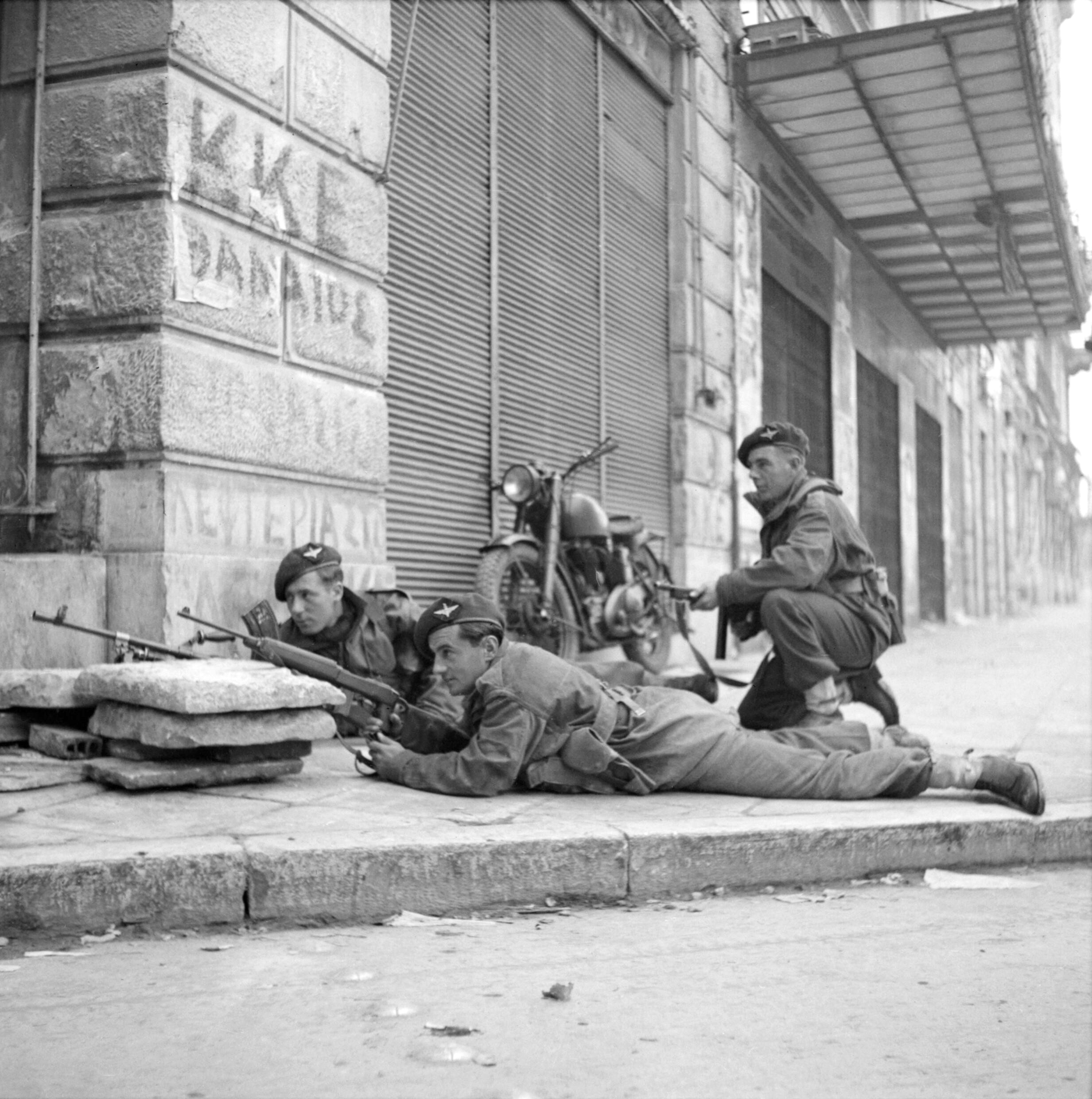
Солдаты 5-го шотландского полка 2-й парашютной бригады Великобритании в уличных боях в Афинах, 6 декабря 1944

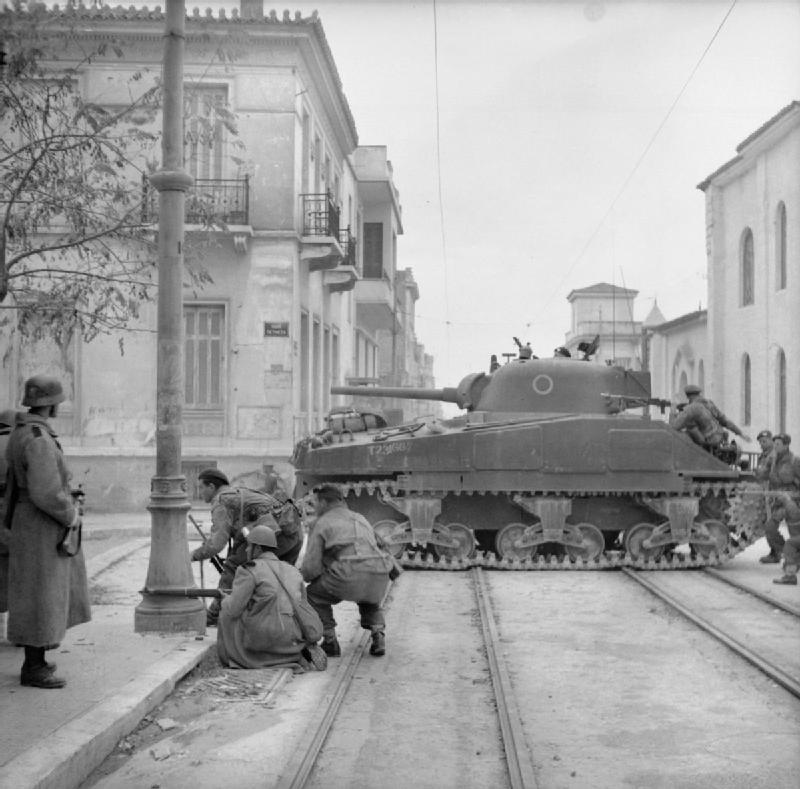
Танки «Шерман» 5-го шотландского полка 2-й парашютной бригады Великобритании в уличных боях в Афинах, 18 декабря 1944

Правительство Георгиоса Папандреу и английская «военно-политическая сеть» прибыли в Афины 18 октября, встреченные почётным караулом сил ЭЛАС. Коллаборационисты со всей Греции начали собираться в Афинах под защиту англичан:743. К началу ноября почти вся территория Греции была свободна. Исключением была одна немецкая дивизия оставшаяся на Крите до конца войны, в 1945 году, и гарнизон острова Милос. Ни английская авиация, ни флот не обращали на эти части внимание. ЭЛАС контролировал бо́льшую часть континентальной Греции.
Т. Герозисис рассматривает последовавшие в декабре 1944 года военные действия против ЭЛАС как второй этап операции «Манна». Майлс Гас (англ. Myles Gus), ветеран RAF, в своей исторической работе-мемуарах «Операция "Манна"» также непосредственным образом связывает эту операцию с декабрьскими событиями. Герозисис пишет, что после успешного завершения первого этапа, мирной переброски войск, Черчилль «подготавливал свой удар, для того чтобы покончить с Греческим Сопротивлением».
7 ноября Черчилль писал британскому послу в Афинах:

1. Поскольку вам известна высокая цена, которую мы оплатили, чтобы получить от России свободу действий в Греции, мы не должны колебаться перед использованием британских войск для поддержки греческого королевского правительства Папандреу.
[...]
3. Вскоре прибудет Греческая бригада, которая, надеюсь, при необходимости, не раздумывая откроет огонь. Нам нужно 8-10 тысяч пехоты дополнительно, чтобы удержать столицу и Салоники. В дальнейшем мы рассмотрим вопрос, как расширить зону контроля правительства. Я ожидаю в любом случае столкновения с ЭАМ и мы не должны избежать его, подготовив хорошо почву»:745.

Англичанин Крис Вудхауз писал, что в действительности если бы ЭАМ хотел бы взять власть в период с ухода немцев до прибытия англичан, ничто бы не могло бы ему помешать, что является доказательством искренности ЭАМ:746. Историк Ф. Илиу с сарказмом пишет «Иметь возможность взять власть, но не взять её, это своего рода новаторство. Наша компартия претворило это новаторство в 1944 году»:20.
Через месяц, в декабре 1944 года, гуманитарная операция переросла в военное столкновение с городскими отрядами ЭЛАС. Поскольку первоначальных британских сил из 8 тысяч британских солдат, греческих 3-й горной бригады (2.800 человек), жандармерии и полиции, ультраправых организаций (2.500 человек):767 было недостаточно, было принято решение открытого использования «батальонов безопасности» бывших коллаборационистов вместе с британскими войсками. Много позже, заместитель военного министра, Леонидас Спаис, писал: "Это было решение англичан и моё. Я не оправдываю свои действия, но другого выхода не было. Наши военные силы были исчерпаны. В нашем распоряжении было 27 тысяч человек «батальонов безопасности». Мы использовали 12 тысяч, наименее скомпрометированных:219.
В последующие дни были доставлены ещё 6 тысяч британских солдат, 20 декабря в Афинах и регионе находились 40 тысяч британских солдат.

## Протесты в мире и Англии
Хотя Черчилль 5 декабря «нагло врал» в британском парламенте, что это «бой 3-4 дней, предназначенный упредить ужасную резню в центре Афин, где все формы правления были сметены и где существует угроза установления неприкрытого и торжествующего троцкизма»:783, на фоне боёв произошли «потрясающие политические события». В самой Англии разразилась буря протеста против британской интервенции и снятия сил с итальянского фронта, в тот момент когда развивалось немецкое наступление в Арденнах и Черчилль просил срочного советского наступления. Депутат британского парламента запрашивал Черчилля, «кто дал ему право назначать гауляйтеров, как Гитлер, в союзной стране».
Рузвельт, забыв о том, что британские войска перебрасывались в Грецию на американских самолётах, риторически спрашивал перед американской общественностью: «Как англичане посмели сделать это! До чего они могут дойти, чтобы сохранить своё прошлое! Я бы нисколько не удивился, если бы Уинстон (Черчилль) просто заявил бы, что он поддерживает греческих монархистов! Это подобает его характеру. Но убивать партизан, используя для этого дела британских солдат…!»:775.
Черчилль оставался непреклонным, он телеграфировал генералу Скоби: «наша ясная объективная цель — поражение ЭАМ», а британскому послу Липеру «никакого мира до победы»:776. Накануне декабрьских событий Шарль де Голль прибыл в Москву. В ходе переговоров со Сталиным, у де Голля создалось впечатление, что «советская сторона акцентировала внимание в первую очередь на польском вопросе», и, как пишет исследовательница Ирини Лагани, «убедился в том, что Греция передана в сферу британского влияния». Он был обеспокоен полученной с места информацией о ожидаемой британской интервенции и назревающей гражданской войне:252.
Де Голль полагал, что ещё имелась возможность найти мирный компромисс между Папандреу и коммунистами. Лагани пишет, что если бы вмешательство де Голля удалось, то, вероятно, британские планы о контроле над Восточным Средиземноморьем были бы сорваны, что соответствовало видению де Голля о создании, под его эгидой, федерации западных государств, в которой Греция должна была занять достойное место:252.
Дипломаты французской миссии в Афинах относились к правительству Папандреу критически, ставили под сомнение характеристику «национального единства» и отмечали британское вмешательство в поддержку Папандреу любой ценой:253.
Критика политики Черчилля усилилась по прибытия в Афины эллиниста Белена (Jean Baelen), который пришёл к заключению, что «грекам не позволили править своей страной и решить свою собственную судьбу». Он же писал о «преднамеренной интервенции» и призывал своё правительство вмешаться:255. Белен писал, что сражающийся греческий народ — «внуки Аристотеля», именовал Черчилля «тираном», гостиницу Британия «штабом британской оккупационной армии»:256. Особой критике французы подвергли британские воздушные бомбёжки Афин, которых избегали совершать даже немцы. Державшийся до 30 декабря и разрушенный самолётами RAF район Кесариани они именовали «маленьким Сталинградом»:257. В тот же день миссия отметила заявления М. Порфирогениса, члена руководства КПГ («мы умрём, но с оружием в руках») и убедились, что у городских отрядов ЭЛАС «не было иллюзий в исходе борьбы, но и в позиции СССР»:257.
Что касается советского молчания, большинство греческих историков (кроме коммунистов), признают существование «Соглашения о процентах» и объясняют его именно этим. В. Контис пишет, что пока существовала опасность сепаратного мира между США, Британией и Германией, советские войска, вышедшие к греческой границе, не были намерены пересечь её. Согласно другим греческим историкам, в преддверии Ялтинской конференции, советское правительство не желало огорчать англичан и ставить под удар свои интересы в других регионах. Они же пишут, что после этих событий Сталин сохранял странное молчание и избегал осуждать англичан, но не создавал препятствий действиям ЭЛАС. Черчилль отметил, что в то время как США осудили британское вмешательство в Грецию, Сталин оставался строго и добросовестно верен октябрьскому соглашению.
18 января 1945 британский премьер в своей речи в Палате общин говорил касательно положения в Греции и Декабрьских событий.

Сталин остался верным этому соглашению. В эти шесть недель боёв против ЭЛАС, ни «Известия», ни «Правда» не упомянули эти события. Но в двух причерноморских балканских странах он следовал противоположной политике. Но если бы я прижал его, он мог бы сказать: «Я не мешаю тому, что вы делаете в Греции. Следовательно, по какой причине вы не даёте мне действовать свободно в Румынии?».

## Гуманитарная помощь
Довоенная Греция значительно зависела от импорта продовольствия, в особенности зерновых. Конфискация продовольствия оккупациоными властями стала причиной гуманитарной катастрофы. Великий голод в Греции (зимы 1941—1942 и 1942—1943) унёс жизни до 300 тысяч человек. Продовольственная ситуация стала постепенно улучшаться с появлением и расширением территорий контролируемых греческими партизанами, именуемых «Свободной Грецией».
Победа ЭЛАС в так называемой Битве за урожай летом 1944 года значительно улучшила ситуацию с продовольствием в Фессалии и примыкающих к ней регионах континентальной Греции. Но в целом по разрушенной оккупацией стране ситуация с продовольствием оставалась напряжённой. В этой связи кодовое имя операции «Манна» было многообещающим. Однако в какой мере эта военно-политическая операция соответствовала своему гуманитарному имени и целям, остаётся под вопросом.
Есть лишь одно упоминание Музея (британской) армейской авиации (Museum of Army Flying, Middle Wallop, Stockbridge, Hampshire) о том, что 2-я воздушно-десантная бригада продолжала кормить 20,000 гражданских лиц каждый день до своего вывода из Греции в январе 1945 года. Действительная гуманитарная операция связана с UNRA, в которой главным донором были США и которая, уже после «Операции Манна» и декабрьских боёв, ввезла в Грецию и предоставила населению с 1 апреля 1945 по май 1947 года продовольствия на сумму в 171,9 млн долларов. Кроме этого, UNRA предоставила сельскохозяйственные машины на сумму в 45 млн долларов и медикаментов на сумму в 7,5 млн долларов.